# Soriana

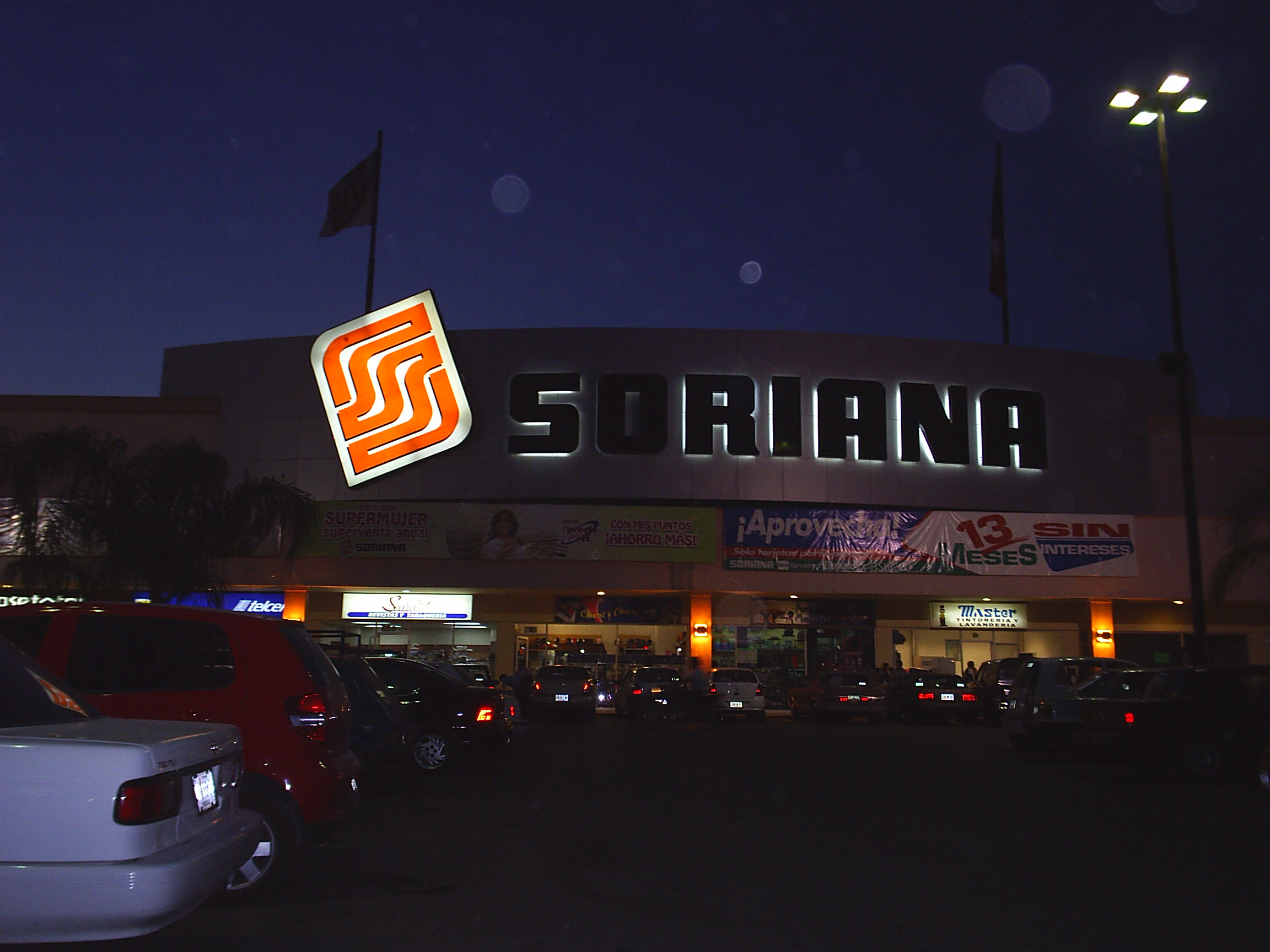
Ein Soriana Supermarkt in Torreón, Mexiko

Soriana ist eine 1968 gegründete, börsennotierte mexikanische Supermarktkette mit Sitz in Monterrey, Mexiko. Soriana ist an der NASDAQ sowie im Índice de Precios y Cotizaciones (IPC) an der Bolsa Mexicana de Valores gelistet.
2014 verfügte Soriana über 674 Supermärkte in 261 Städten. Soriana erwirtschaftete im Jahr 2014 mit ca. 85.000 Mitarbeitern einen Umsatz von 101,829 Mrd. Mex.Peso (ca. 5,7 Mrd. Euro).
Wesentliche Wettbewerber von Soriana sind Wal-Mart, H-E-B und Supermercados Gigante in Mexiko.